# アルチュール・ヴァンサン
アルチュール・ヴァンサン（Arthur Vincent、1999年9月30日 - ）は、トップ14モンペリエ・エロー・ラグビーに所属するラグビー選手。

## プロフィール
- フランス・モンペリエ出身[1]。
- ポジションはセンター(CTB)。
- 身長 183cm、体重 88kg
- U20フランス代表に選ばれたことがある[2]。
- フランス代表キャップは18（2024年2月現在）でラグビーワールドカップ2023のフランス代表に選ばれた[3]。

## 略歴
2017年、モンペリエに加入。